# Enrico Debernardi
Enrico Debernardi (Turín, Provincia de Turín, Italia, 7 de diciembre de 1885-Turín, Provincia de Turín, Italia, 9 de noviembre de 1972) fue un futbolista italiano. Se desempeñaba en la posición de delantero. Su hermano menor Guido también fue futbolista.

## Selección nacional
Fue internacional con la selección de Italia en 3 ocasiones y marcó 1 gol. Debutó el 15 de mayo de 1910, en un encuentro amistoso ante la selección de Francia que finalizó con marcador de 6-2 a favor de los italianos.

## Clubes
| Club          | País   | Año         |
| ------------- | ------ | ----------- |
| Audace Torino | Italia | 1903        |
| Torino F. C.  | Italia | 1907 - 1913 |